# Yu Satō
Yu Satō (japanisch 佐藤 優, Satō Yu; * 17. April 2002 in Saitama, Präfektur Saitama) ist ein japanischer Eishockeyspieler, der seit 2024 bei Dynamo-Altai Barnaul aus der russischen Wysschaja Hockey-Liga unter Vertrag steht.

## Karriere
Yu Satō begann mit dem Eishockey bei den Saitama Junior Warriors in seiner Heimatstadt. Als 15-Jähriger ging er nach Russland, wo er für die U16 von Krylja Sowetow Moskau spielte. Nach einem Jahr bei Kiekko-Vantaa in Finnland wurde er beim CHL Import Draft 2019 von den Remparts de Québec an Gesamtposition 24 gezogen und wechselte zu dem Team aus der Ligue de hockey junior majeur du Québec. Ein Jahr später zog er weiter zu den Lincoln Stars in die United States Hockey League (USHL), wo er bis 2020 spielte. Anschließend kehrte der Japaner nach Russland zurück, wo er nach 45 Spielen für Torpedo Nischni Nowgorod in der Kontinentalen Hockey-Liga in die klassentiefere Wysschaja Hockey-Liga wechselte. Dort spielt er seit 2024 bei Dynamo-Altai Barnaul.

### International
Für Japan nahm Satō im Juniorenbereich zunächst an der U20-Weltmeisterschaft 2020 in der Division II teil. Nach dem dort erreichten Aufstieg spielte er 2022, als er zum besten Spieler seiner Mannschaft gewählt wurde, in der Division I.
Für das japanische Herren-Team spielte er erstmals bei der Weltmeisterschaft 2024 in der Division I. Auch 2025 spielte er dort. Zudem nahm er für sein Heimatland an den Qualifikationen für die Olympischen Winterspiele 2026 in Mailand teil.

## Erfolge und Auszeichnungen
- 2020 Aufstieg in die Division I, Gruppe B, bei der U20-Weltmeisterschaft der Division II, Gruppe A